# 스티븐 킹의 킹덤
스티븐 킹의 킹덤(Kingdom Hospital)는 2004년 3월 3일부터 7월 15일까지 방영한 ABC 드라마이다.

## 방송 시간
| 방송 채널 | 방송 기간                   | 방송 시간                                       |
| --------- | --------------------------- | ----------------------------------------------- |
| KBS 2TV   | 2004년 10월 2일 ~ 11월 13일 | 매주 토요일 밤 11:15 ~ 1:15(120분,2편 연속방송) |

## 한국판 성우진(KBS)
- 이규화 - 후크(앤드루 매카시)
- 장광 - 스테그번(브루스 데이비슨)
- 이선영 - 드루즈 부인(다이앤 래드)
- 송두석 - 제임스 원장(에드 베글리 주니어)
- 최문자 - 로나(셔리 밀러)
- 한상덕 - 해설
- 김익태 - 오토(줄리언 리칭스)
- 함수정 - 나탈리(수키 카이저)
- 성완경 - 피터(잭 콜먼)
- 차명화 - 크리스틴(알리슨 호삭)
- 오인성 - 폴(켓 터턴)
- 이원준 - 에이벨(브래든 바우러)
- 민지 - 크리스타(제니퍼 커닝햄)